# MicroTCA Carrier Hub
MicroTCA Carrier Hub (auch: MCH) ist eine Schlüsselkomponente in einem MicroTCA System. MicroTCA, AMC und MCH sind ein von der PICMG verabschiedeter, offener und modularer Standard. Diese Spezifikationen definieren die Anforderungen an ein System, damit PICMG AdvancedMCs direkt auf einer Backplane betrieben werden können. Mechanische, elektrische, thermische und managementbetreffende Eigenschaften eines MicroTCA Systems sind beschrieben, damit die Einsteckkarten kompatibel zum AdvancedMC Standard sind.

## Überblick

### Historie
Basierend auf den MicroTCA-Standard können High-Speed Systemplattformen aufgebaut werden, die sowohl den hohen Ansprüchen der Telekommunikationsbranche als auch den weniger anspruchsvollen Bedürfnissen der Industrie genügen. Hierzu wurden die Advanced Mezzanine Cards (AdvancedMCs), welche ursprünglich für die Telekommunikationsplattform AdvancedTCA entwickelt wurden, direkt auf eine Backplane gesteckt. Die Funktionen der separaten Systemmanagement-Karte, der Switch-Karte und der AMC-Trägerkarte des ATCA-Standards wurden aus Kosten- und Platzgründen im MicroTCA-Standard auf einer einzigen Karte, dem MCH, zusammengefasst.

## Management
Das Management in einem MicroTCA System ist sehr umfangreich und unabhängig von den verwendeten Betriebssystemen und den Zuständen der eingesteckten AMC-Karten. Die zentrale Managementinstanz in einem MicroTCA-System ist der MicroTCA Carrier Hub (MCH). Dieser ist über einen sternförmigen IPMI-Bus mit allen AdvancedMCs und über einen redundanten IPMI-Bus mit der intelligenten Kühlungseinheit und den intelligenten Powermodulen verbunden. Der MCH aktiviert und deaktiviert über das intelligente Powermodul alle Komponenten und deren Ports.

### Features
Das Management des MicroTCA Systems ist durch das Protokoll IPMI sehr umfangreich und unterstützt zahlreiche Features. Über diesen Bus werden Temperaturen und andere Sensoren im System und auf den Modulen abgefragt, Lüftergeschwindigkeiten überprüft und nachgeregelt. Außerdem wird Hot-Swap unterstützt, um einen reibungslosen Austausch der Komponenten während des Betriebs zu ermöglichen. Statt durch voreilende Pins oder Key-Pins wird dies elektronisch realisiert (elektronische Keying (E-Keying)). Bevor das AMC-Modul mit 12-Volt-Spannung versorgt wird, wird nur ein kleiner auf der Karte befindlicher separater Controller (Module Management Controller) mit 3 V versorgt und die standardisierten Parameter abgefragt. Wenn das AMC-Modul kompatibel ist, wird die 12-Volt-Versorgungsspannung an diesen AMC-Slot durchgeschaltet. 

### Management Controller
Jedes Modul, das in ein MicroTCA System integriert wird, und austauschbar ist, muss einen Management Controller besitzen. Die AdvancedMCs müssen einen „Module Management Controller“ (MMC) besitzen, die Power Modules, Cooling Units und anwendungsspezifische Module müssen einen „Enhanced Module Management Controller“ (EMMC) besitzen. Die Aufgabe dieser Management Controller ist die Kommunikation mit dem Management Controller des MCHs, der „MicroTCA Carrier Management Controller“ (MCMC) heißt. Diese Kommunikation ist nötig, um das Hot-Swap und das E-Keying zu unterstützen.

## Verbindungen
Die Backplane stellt das Rückgrat des MicroTCA Systems dar. Sie beinhaltet alle Verbindungen zwischen den Komponenten. Hierzu gehören die seriellen High-Speed Ports, die Taktnetzwerke, die Managementverbindungen und die Spannungsversorgung. Da die High-Speed Ports als differentielle Leitungen in der Backplane ausgeführt sind, wird die Topologie erst durch das Einstecken der AMC-Module und des MCHs definiert. So kann mit der gleichen Backplane S-ATA, SRIO, GbE, 10 Gbe (XAUI) oder PCI-Express durch einfaches Austauschen der AMC-Module und des MCHs festgelegt werden.

### Taktnetzwerke
MicroTCA definiert drei Taktnetzwerke (Clock 1, Clock 2 und Clock 3). Die Verbindungen sind unterschiedlich, je nachdem ob das System mit einem redundanten MCH ausgerüstet ist oder nicht. Die Frequenz von Clock 1 und Clock 2 ist je nach Anforderung 8 kHz, 1,544 MHz, 2,048 MHz oder 19,44 MHz. Clock 3 hat eine Frequenz von 100 MHz und kann als Spread Spectrum Clock ausgeführt werden, um Kosten einzusparen.

#### Nicht-redundantes Taktnetzwerk
Wenn nur ein MCH im System integriert wird, so wird das Taktnetzwerk nicht-redundant ausgelegt. Hierbei werden einzelne Punkt-zu-Punkt Verbindungen zwischen allen Taktanschlüssen der AdvancedMCs und dem MCH ausgeführt. Hierzu hat der MCH 36 Taktanschlüsse, jeweils drei Taktanschlüsse für jedes AdvancedMC.

#### Redundantes Taktnetzwerk
Bei dem redundanten Taktnetzwerk wird der erste Takt jedes AdvancedMCs mit dem ersten Takt des ersten MCHs verbunden. Der dritte Takt der AdvancedMCs wird mit dem ersten Takt des zweiten MCHs verbunden (Redundanz bei Ausfall des ersten MCHs). Der zweite Takt der AdvancedMCs wird mit dem zweiten Takt der beiden MCHs verbunden. Dies wird dadurch ermöglicht, dass das Abschlussnetzwerk so angepasst ist, dass jeder Teilnehmer trotz Verzweigung einen Abschluss von 100 Ohm sieht.
Durch den Anschluss von Clock 1 eines MCHs an Clock 3 der AdvancedMCs kann hier kein PCI Express übertragen werden, da das entsprechende Taktnetzwerk nicht vorhanden ist.

#### Änderung der Spezifikation
Am 15. November 2006 wurde die Revision 2.0 der AMC.0 Spezifikation (Base Specification) veröffentlicht. In dieser Spezifikation wurden die Taktanschlüsse und deren Bezeichnungen überarbeitet. Es sind zwei weitere Taktnetzwerke hinzugekommen, die an Stelle von Port[16] verwendet werden. Die Bezeichnungen wurden verändert, so dass die Taktnetzwerke nun TCLKA (Clock 1), TCLKB (Clock 2), FCLKA (Clock 3), TCLKC (neu hinzugekommen) und TCLKD (neu hinzugekommen) heißen. Der Buchstabe 'T' vor CLK (=Clock) steht für "Telecom", 'F' steht für "Fabric". Es wird erwartet, dass sich die MicroTCA Spezifikation an die Änderungen anpasst.

### Managementverbindungen
Für das umfangreiche Management in einem MicroTCA System müssen zahlreiche Verbindungen vorhanden sein. Dies sind vorrangig die IPMI Busse, deren Hardware und Datenübertragung dem I²C Bus entspricht. Dies bedeutet, dass jeder IPMI Bus aus einer Daten- („Serial Data“, SDA) und einer Taktleitung („Serial Clock“, SCL) besteht. Jede AdvancedMC wird radial über eine separate IPMI Verbindung an die beiden MCHs angeschlossen. Dadurch werden zwölf lokale IPMI Verbindungen (IPMI-L) benötigt. Weiterhin werden die Power Modules und Cooling Units sowie eventuell vorhandene anwendungsspezifische Module über zwei redundante IPMI Verbindungen angebunden. Diese beiden Verbindungen werden IPMI-A und IPMI-B genannt und ergeben zusammen IPMI-0. Durch den möglichen Anschluss der anwendungsspezifischen Module an den IPMI-0 ist die Anzahl der hier vorhandenen Komponenten nicht begrenzt. Deshalb kann IPMI-0 nicht wie die IPMI-L Verbindungen radial geführt werden, sondern wird in einer seriellen Bustopologie angeordnet.
Des Weiteren sind an den Modulen Kontakte vorhanden, die zur Erkennung und Aktivierung nötig sind. Zum einen sind dies die Present Pins PS0# und PS1# sowie ein ENABLE# Pin. Der PS0# Pin zeigt dem Modul an, dass es komplett eingesteckt ist, während PS1# den PMs die Anwesenheit des Moduls signalisiert. Das PM aktiviert daraufhin den ENABLE# Pin und Management Power für diese Komponente. Weiterhin wird ENABLE# verwendet, um einen Reset des Management Controllers auszuführen. Das Power Module selbst besitzt keine PS0#, PS1# und ENABLE# Pins, sondern hat nur einen PS_PM Pin. Dieser Pin hat dieselbe Funktion wie der PS0# Pin und zeigt dem Power Module an, dass es komplett eingesteckt ist und sich somit aktivieren kann.

### AdvancedMC/MCH Steckverbinder
Der MicroTCA Steckverbinder, der die Backplane mit den Modulen verbindet, wurde durch die bereits existierenden AdvancedMCs festgelegt. Diese wurden in AdvancedTCA Systemen über eine "Carrier Card" in das System integriert. Die AdvancedMCs verfügen über  „Card Edge“ Kontakte, also Goldkontakte, die sich direkt auf der Leiterplatte befinden. Somit wird die Leiterplattenkante direkt in den Gegenstecker eingesteckt. Da das AdvancedMC parallel zur Carrier Card, aber senkrecht auf die Backplane gesteckt wird, muss für MicroTCA ein neuer, kompatibler Steckverbinder entwickelt werden. Der Steckverbinder hat 170 Kontakte, jeweils 85 auf beiden Seiten der Leiterplatte.
Es sind drei Arten von MicroTCA Steckverbindern am Markt erhältlich. Es gibt einen SMT Steckverbinder, der auf die Oberfläche der Leiterplatte gelötet wird. Des Weiteren gibt es einen Compression Mount Steckverbinder, der lediglich angeschraubt wird. Dabei wird über die Federkontakte des Steckers eine Verbindung zur Leiterplatte hergestellt. Der dritte Steckverbinder ist ein Einpressstecker.
Für die Einheitlichkeit wird der MCH über denselben Steckverbinder auf die Backplane gesteckt. Allerdings benötigt der MCH eine Vielzahl an Kontakten, die nicht über einen dieser Stecker geführt werden können. Deshalb werden bis zu vier dieser Steckverbinder direkt nebeneinander auf der Backplane angebracht, um alle Verbindungen eines MCHs auf die Backplane zu führen.